# Sandymount Strand
Sandymount Strand är en strand i Irlands huvudstad Dublin.